# 公平體育會
公平體育會（西班牙語：Club Deportivo La Equidad），或稱波哥大公平，是一支哥倫比亞足球會，位於波哥大，現於哥超作賽。他們的主場是泰祖球場。隊名Equidad源自西班牙語中的「公平」。